# Ferrovia Norte-Sul
A Ferrovia Norte-Sul (EF-151) é uma ferrovia longitudinal brasileira, em bitola larga, projetada para ser a espinha dorsal do sistema ferroviário nacional, interligando as principais malhas ferroviárias das cinco regiões do país. Seu projeto atual foi concebido num eixo norte-sul na região central do território brasileiro, possibilitando a conexão entre as malhas ferroviárias que dão acesso aos principais portos e regiões produtoras do país, que até então estavam regionalmente isoladas. Quando concluída, possuirá a extensão de 4.155 quilômetros e cortará os estados de Pará, Maranhão, Tocantins, Goiás, Minas Gerais, São Paulo, Mato Grosso do Sul, Paraná, Santa Catarina e Rio Grande do Sul, conectando os extremos do país.
Atualmente, seu traçado efetivo vai de Açailândia (MA) a Estrela d'Oeste (SP). O trecho entre Açailândia (MA) e Porto Nacional (TO) está sob responsabilidade da concessionária VLI, e entre Rio Verde (GO) e Estrela d'Oeste (SP) está sob responsabilidade da concessionária Rumo Logística. O trecho entre Açailândia (MA) e Anápolis (GO) teve as obras concluídas em 2014, já o trecho entre Ouro Verde de Goiás (próximo a Anápolis) e Estrela d'Oeste (SP) foi finalizado apenas em 2023.
A extensão Norte até o estado do Pará, já tem dois projetos protocolados no Ministério da Infraestrutura, um da Minerva Participações e Investimentos e outro da VALE. A extensão Sul até o estado do Rio Grande do Sul, seguem em projeto sem data para execução.

## Características
Concebida sob o propósito de ampliar e integrar a malha ferroviária nacional, a ferrovia Norte-Sul se conecta com a Estrada de Ferro Carajás em Açailândia (MA), de onde é possível chegar ao porto do Itaqui. A partir de Porto Franco (MA), com a implantação da ligação a Eliseu Martins (PI), se conectará com a ferrovia Transnordestina, em construção pela Transnordestina Logística S.A., o que permitirá acesso alternativo da produção aos portos de Suape (PE) e Pecém (CE). Futuramente se conectará com a Ferrovia de Integração Oeste-Leste-FIOL, em Figueirópolis (TO) e com a FICO, em Mara Rosa (GO). Em Anápolis (GO), a Norte-Sul se conecta com com a Ferrovia Centro-Atlântica, porém esta opera em bitola métrica, demandando transbordo.
Já em Estrela d'Oeste, no estado de São Paulo, a ferrovia se conecta com a Malha Paulista da Rumo Logística, dando acesso ao porto de Santos e ao polo econômico e industrial de São Paulo. A partir da malha paulista, também é possível acessar a Ferronorte, que segue até o estado de Mato Grosso.
A ferrovia possui raio mínimo de curva de 343 metros e rampa máxima de 0,6%, o que permite uma velocidade máxima de 83 quilômetros por hora. Ao longo de parte de seu trajeto em Goiás, Tocantis e Maranhão, a ferrovia segue paralela à Rodovia Belém-Brasília (BR-153; BR-226 e BR-010) e ao leito do Rio Tocantins. Na divisa entre o estado de Goiás e Minas Gerais, a FNS cruza o Rio Paranaíba, que faz parte da Hidrovia Tietê-Paraná.

## História

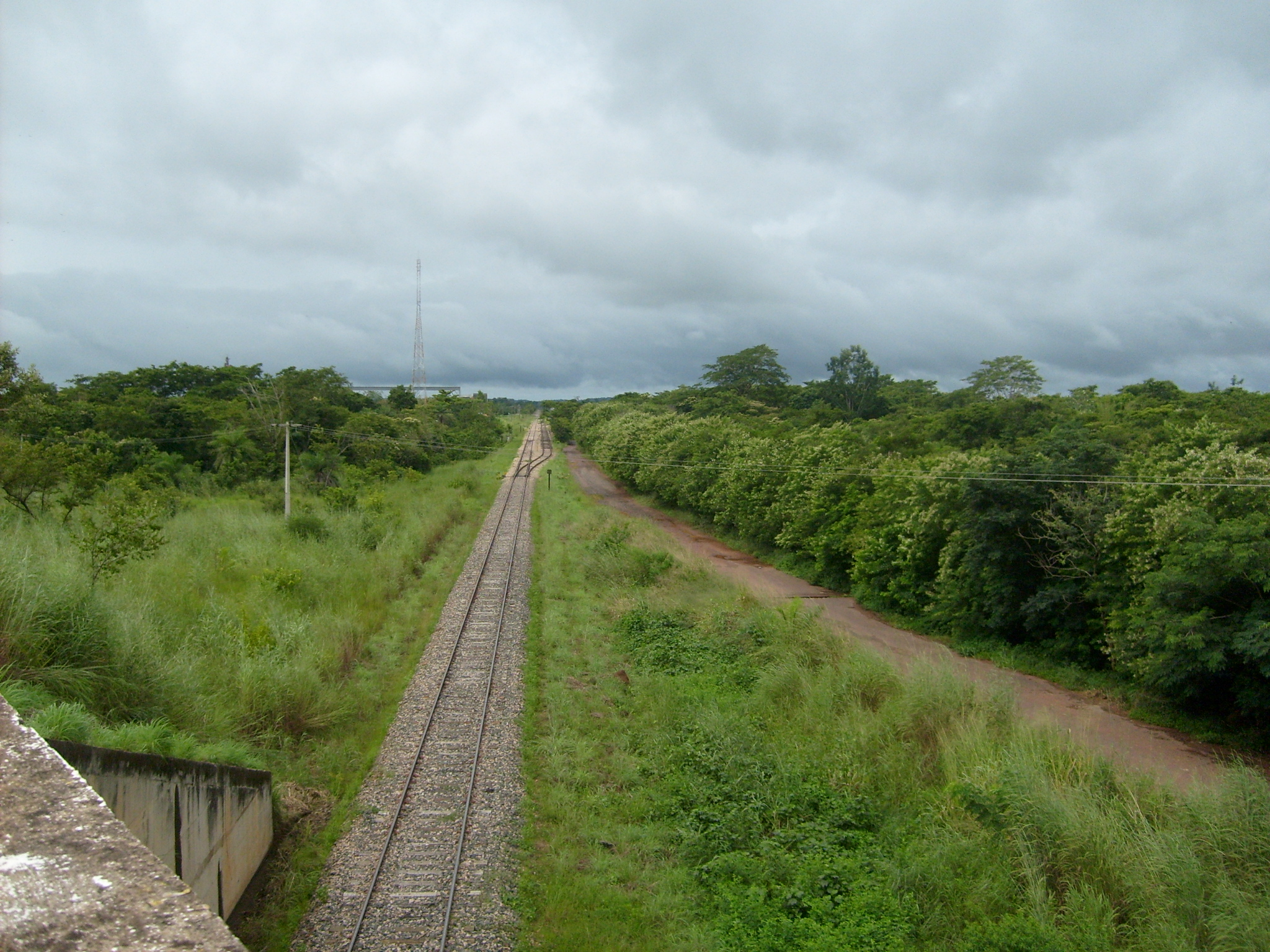
Ferrovia Norte Sul em cruzamento com Rodovia Belém-Brasília, em Imperatriz-MA

O projeto da Ferrovia Norte-Sul começou a ser discutido em 1985, durante o governo do presidente José Sarney, com um traçado inicial que previa a extensão de aproximadamente 1.550 km, entre Açailândia (MA) e Anápolis (GO).
As obras do primeiro trecho entre Açailândia (MA) e Porto Franco (MA), com 215 km, se iniciaram em 1987, mas foram concluídas apenas em 1996 durante o governo Fernando Henrique Cardoso.
Durante o primeiro governo do presidente Luiz Inácio Lula da Silva, houve a determinação para a retomada da ferrovia até Porto Nacional (TO) e posteriormente até Anápolis (GO).
O primeiro trecho entre Porto Franco (MA) - Araguaína (TO) com 146 km, foi inaugurado em 2007.
Em outubro de 2007, a operação do trecho da Ferrovia Norte-Sul entre Açailândia (MA) e Porto Nacional (TO) foi concedido pela VALEC à Vale, por um período de 30 anos. A companhia foi a única interessada no leilão, pagando o valor mínimo de R$ 1,478 bilhão de reais, sendo R$ 740 milhões em 21 de dezembro de 2007, quando da assinatura do contrato e os 50% restantes pagos em duas parcelas, corrigidas pelo IGP-DI e acrescidas de juros de 12% ao ano, vencendo em dezembro de 2008 e de 2009.
O trecho concedido foi de 722 km, porém somente o trecho entre Açailândia (MA) e Araguaína (TO), com 361 km de extensão, estava concluído em outubro de 2007. Com o dinheiro pago pela concessão, foi realizada a construção do trecho entre Araguaína (TO) e Porto Nacional (TO), com 359 km de extensão.
Em dezembro de 2008 foi entregue mais um trecho da ferrovia, que passou a operar de Açailândia(MA) até Colinas (TO), sendo 250 km de ferrovia no estado de Tocantins e 490 km desde o seu início.
Em março de 2010 foi inaugurado o trecho entre Colinas (TO) - Guaraí (TO) com 133 km.
O trecho entre Colinas (TO) e Porto Nacional (TO), que foi previsto inicialmente para 2009 e inaugurado em setembro de 2010 pelo presidente Luiz Inácio Lula da Silva, somente passou a operar no final de 2012, com a entrega oficial para a concessionária apenas em 2013.
Em 2011 a Vale S.A. desmembrou a operação da Norte-Sul e a uniu a Ferrovia Centro-Atlântica, criando uma empresa dedicada à logística chamada Valor da Logística Integrada - VLI, que passou a operar e administrar o trecho Açailândia (MA) - Porto Nacional (TO).

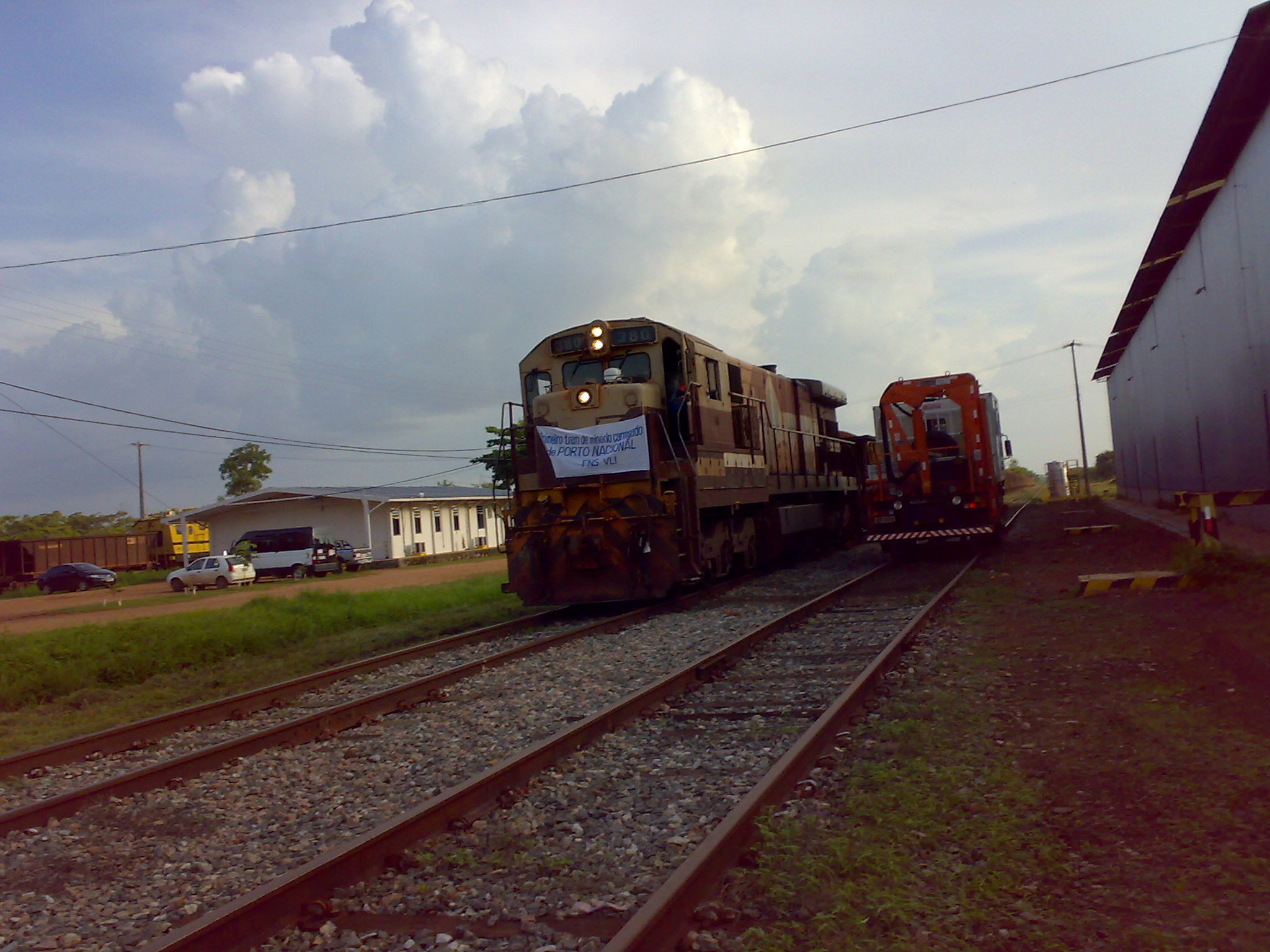
Como se pode ler na faixa, primeiro trem de minério na FNS carregado em Porto Nacional. Antes o carregamento era em Guaraí.

Em janeiro de 2011, foram iniciadas as obras do trecho entre Ouro Verde de Goiás (GO) - cidade a cerca de 40 quilômetros a noroeste de Anápolis - e Estrela d'Oeste (SP), com 684 km de extensão. Este trecho é o primeiro fora do projeto inicial da FNS, que tinha o traçado projetado apenas até Anápolis (GO), e posteriormente foi modificado para seguir até o porto de Rio Grande (RS).
O trecho com mais 855 km entre Porto Nacional (próximo a Palmas) (TO) e Anápolis (GO), que era prevista para 2010, somente foi entregue em 2014 pela presidente Dilma Rousseff, entretanto sem nenhum terminal operacional neste trecho, requerendo investimentos de 700 milhões de reais em pátios intermodais de cargas, viadutos e sinalização, pelo novo operador.
Já o trecho entre Ouro Verde (GO) e Estrela d'Oeste (SP) que tinha sua conclusão prometida para o segundo semestre de 2018, teve a obra encerrada com cerca de 95% de execução, onde o seu término ficou a cargo do futuro operador do trecho central.
No dia 20 de julho de 2018, o presidente Michel Temer assinou a medida provisória 845/2018, que cria o Fundo Nacional de Desenvolvimento Ferroviário (FNDF). Esta medida garante que todo o valor pago pela outorga da concessão do trecho entre Porto Nacional (TO) e Estrela d'Oeste (SP) da FNS, seja revertido integralmente para a construção do Prolongamento Norte, ligando Açailândia (MA) ao Porto de Vila do Conde, em Barcarena (PA). Porém esta não se converteu em lei em decorrência do término do prazo para sua votação no Congresso.

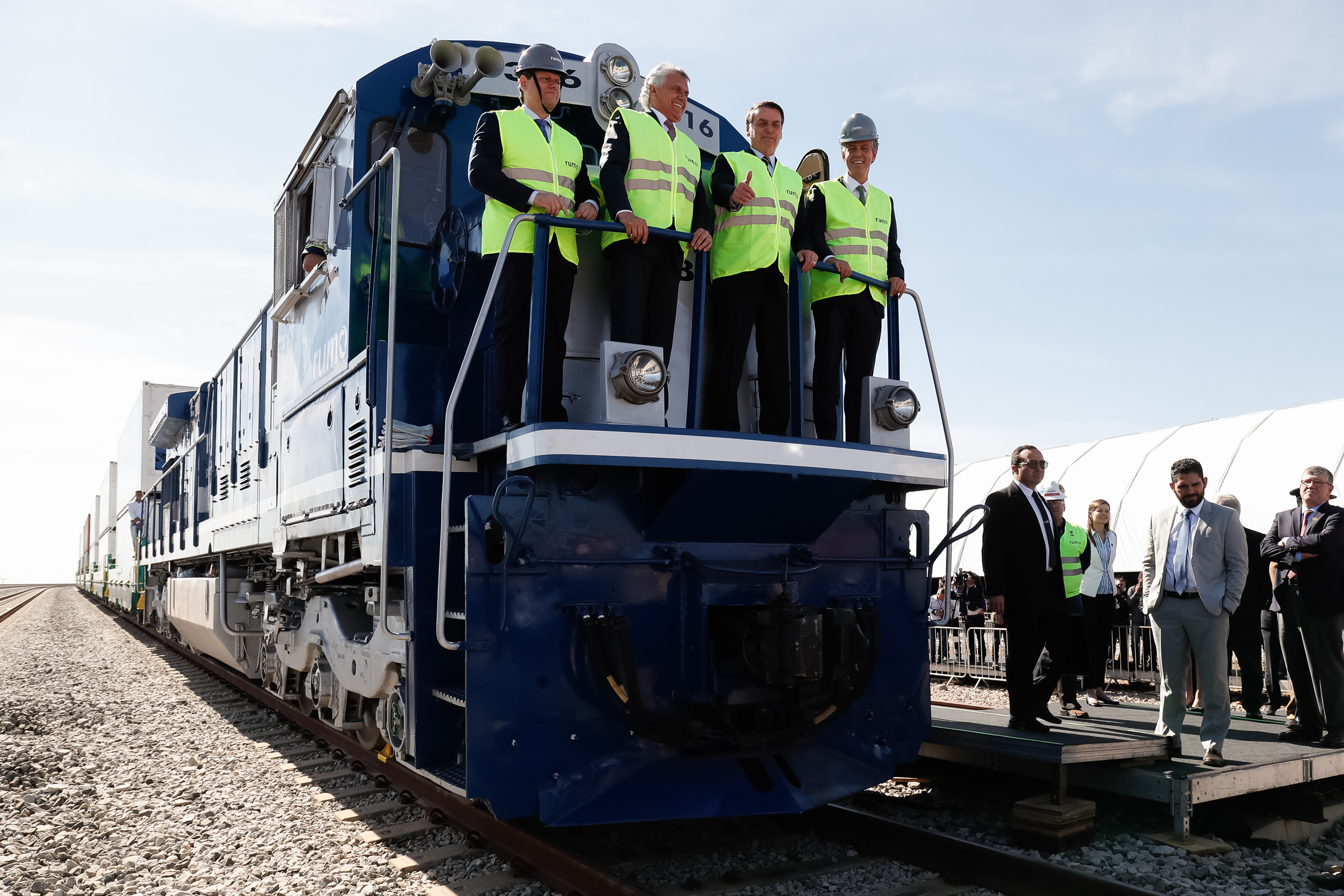
Cerimônia de assinatura do contrato de concessão do trecho central da Norte-Sul com a Rumo Logística, em 31 de julho de 2019.

No dia 28 de março de 2019, o governo do presidente Jair Bolsonaro realizou o leilão do trecho central de 1.537 km da Ferrovia Norte-Sul, entre Porto Nacional (TO) e Estrela d'Oeste (SP). A Rumo Logística arrematou a ferrovia pelo valor de 2.719.530.000 de reais (o que representa um ágio de 100,29% sobre o lance mínimo de 1.353.550.000 de reais), por um contrato de concessão de 30 anos, não prorrogável. Além da vencedora Rumo, participou do certame a VLI Multimodal S.A., que ofereceu 2.065.550.000 de reais, representando um ágio de 52,6% em relação ao valor mínimo de outorga. O contrato de concessão foi assinado em Anápolis, no estado de Goiás, em 31 de julho de 2019.
Em 4 de março de 2021, a Rumo iniciou a operação no trecho entre São Simão (GO) e Estrela d'Oeste (SP), após investimentos de 711 milhões de reais. Em São Simão foi construído um terminal com capacidade estática de 42 mil toneladas e capacidade de movimentar por ano, 5,5 milhões de toneladas de soja, milho e farelo de soja. Já no dia 29 de maio de 2021, partiu do Terminal Multimodal de Rio Verde (GO) a primeira composição ferroviária carregada com soja, com destino ao Porto de Santos. Esta viagem marcou a inauguração do trecho entre Rio Verde e São Simão (GO) com pouco mais de 200 km. Em 9 de junho de 2022, entrou em operação o terminal de açúcar de Iturama, no Triângulo Mineiro em parceria com a Usina Coruripe.
Após 36 anos do início das obras, em 25 de maio de 2023, a Rumo Logistica finalizou a construção dos cerca de 50 km de trilhos que faltavam para a conexão completa da ferrovia, entre os municípios de Goianira e Ouro Verde (GO).

## Traçado
| Trecho                                     | Data de inauguração    | Comprimento (km) | Comprimento desde Açailândia (km) | Inicio das obras | Observações e Conexões |
| ------------------------------------------ | ---------------------- | ---------------- | --------------------------------- | ---------------- | --- |
| Barcarena (PA) - Açailândia (MA)           | Indefinido             | 493              | 450                               | 2022 (previsto)  | Trecho Inserido no Programa Pró Trilhos do Governo Federal, contrato para Construção e Operação do Trecho pela empresa Minerva Participações e Investimentos S/A, publicado no Diário Oficial da União de 31 de Dezembro de 2021           |
| Açailândia (MA) - Porto Franco (MA)        | 1996                   | 215              | 215                               | 1987             | Estrada de Ferro Carajás em Açailândia (MA), MA-122 próximo a João Lisboa (MA), BR-010 próximo a Imperatriz (MA), MA-138 próximo a Porto Franco (MA), Ramal ferroviário de 28 km ligando a fábrica da Suzano em Imperatriz até a ferrovia. |
| Porto Franco (MA) - Aguiarnópolis (TO)     | 2007                   | 42               | 247                               | ?                | Ponte sobre o Rio Tocantins entre as cidades de Estreito (MA) e Aguiarnópolis (TO), BR-226 próximo a Aguiarnópolis (TO). Patio Multimodal de Aguiarnópolis.                                                                                |
| Aguiarnópolis (TO) - Araguaína (TO)        | 2007                   | 114              | 361                               | ?                | Patio Multimodal de Araguaína/Babaçulândia (TO) |
| Araguaína (TO) - Colinas do Tocantins (TO) | 2008                   | 153              | 514                               | ?                | Patio Multimodal de Colinas (TO) |
| Colinas do Tocantins (TO) - Guaraí (TO)    | Março 2010             | 100              | 614                               | ?                | Patio Multimodal de Guaraí (TO) |
| Guaraí (TO) - Palmas (TO)                  | 21 de setembro de 2010 | 150              | 764                               | 2007             | Pátio Multimodal de Palmas/Porto Nacional às margens da TO-080, próximo ao distrito de Luzimangues (Porto Nacional - TO). |
| Palmas (TO) - Uruaçu (GO)                  | 2012                   | 456              | 1220                              | 2008             | Conexão com a Ferrovia Oeste-Leste em Figueirópolis (TO) e com a Ferrovia de Integração do Centro-Oeste em Mara Rosa (GO). Terminal Multimodal de Gurupi (TO).                                                                             |
| Uruaçu (GO) - Anápolis (GO)                | 2014                   | 280              | 1500                              | 2008             | Conexão com a Ferrovia Centro-Atlântica em Anápolis (GO) |
| Ouro Verde (GO) - Estrela D'Oeste (SP)     | 2021                   | 684              | 2184                              | 2011             | Conexão com a Malha Paulista. Terminais em Rio Verde (GO), Iturama e São Simão (MG) |
| Estrela D'Oeste (SP) - Panorama (SP)       | Indefinido             | 264              | 2548                              | Indefinido       | Em projeto |
| Panorama (SP) - Chapecó (SC)               | Indefinido             | 951              | 3499                              | Indefinido       | Em estudo |
| Chapecó (SC) - Rio Grande (RS)             | Indefinido             | 833              | 4332                              | Indefinido       | Em estudo |

### Prolongamento sul
O trecho em estudo, ligando Panorama (SP) e Rio Grande (RS), é atualmente chamado de Prolongamento Sul. A princípio, o projeto foi dividido em dois trechos:
- Panorama (SP) á Chapecó (SC), com 951 km;
- Chapecó (SC) á Rio Grande (RS), com 833 km.

Inicialmente o trecho ligando Panorama (SP) e Porto Murtinho (MS), sob a identificação EF-267, foi chamado de prolongamento sul da Ferrovia Norte-Sul. Porém, este trecho foi incluído no Plano Nacional de Viação no dia 8 de maio de 2008, não mais como parte da FNS e sim como uma ferrovia que se conectará a ela, chamada Ferrovia do Pantanal.

### Prolongamento norte
O trecho ligando o Porto de Vila do Conde, em Barcarena (PA) e Açailândia (MA) é chamado de prolongamento norte da Ferrovia Norte-Sul, fazendo parte da EF-151. Em 23 de Dezembro de 2021, a empresa MINERVA PARTICIPAÇÕES E INVESTIMENTOS S.A, assinou o contrato para a Construção e Operação do Trecho, sendo o documento publicado no Diário Oficial da União de 31 de Dezembro de 2021. Em 3 de Fevereiro de 2022, a empresa 3G Empreendimentos e Consultoria Ltda, assinou com o Ministério da Infraestrutura assinou o contrato com a Empresa 3G Empreendimentos e Consultoria Ltda., para a construção do Trecho Entre Barcarena e Santana do Araguaia, sendo que os projetos das empresas citadas são concomitantes entre os municípios de Barcarena e Rondon do Pará.

### Ramais
Atualmente a ferrovia conta com dois ramais ferroviários:
- O primeiro é um ramal particular com aproximadamente 25 km de extensão, pertencente a Suzano Papel e Celulose, que conecta sua fábrica em Imperatriz (MA) à malha da FNS em João Lisboa (MA).
- Já o Ramal de Anápolis, com aproximadamente 50 km de extensão, conecta à malha da FNS em Ouro Verde de Goiás (GO) ao Distrito Agroindustrial de Anápolis (GO), onde também se encontra com a malha de bitola métrica, da Ferrovia Centro Atlântica.

## Trechos em operação

### Porto Nacional (TO) - Açailândia (MA)
O trecho de 720 quilômetros entre Porto Nacional (TO) e Açailândia (MA), e operado pela VLI Multimodal S.A., proprietária da concessionária Ferrovia Norte-Sul S.A.. A operação no trecho possibilita uma economia de 8% no transporte de grãos até o Porto do Itaqui (São Luís), comparado ao uso de caminhões. O trecho transporta, principalmente, soja (55%), celulose (25%) e combustíveis (10%). A duração da viagem entre Porto Nacional e o Porto de Itaqui tem, em média, 3,5 dias.

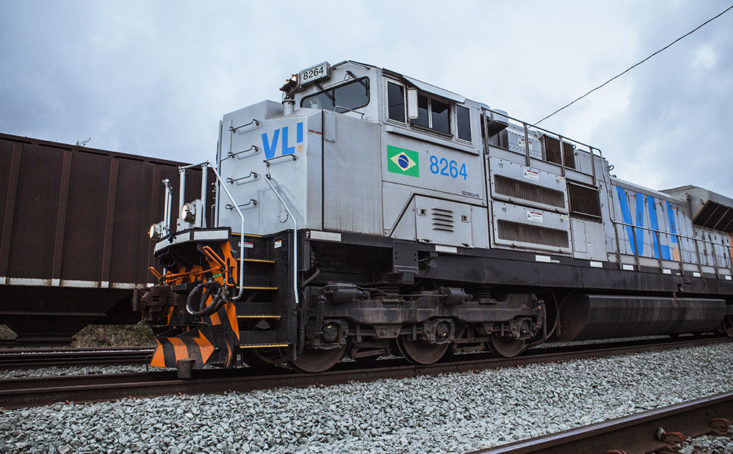
Locomotiva VLI 8264 (EMD SD70), em São Luís, MA.

A carga principal da Ferrovia Norte Sul é a soja, embarcada em Porto Franco-MA e em Colinas do Tocantins-TO, mas também transporta celulose para a Suzano Maranhão, que construiu um ramal próprio de 28 km da fábrica em Imperatriz (MA) até a ferrovia, com destino ao Porto do Itaqui.
Pela ferrovia é feito o transporte de combustíveis de São Luís até o terminal em Porto Nacional, e há a previsão de transportar álcool do Tocantins para o porto de Itaqui. O volume movimentado pelo terminal subiu de 110 milhões para 270 milhões de litros combustível de 2014 a 2016.
Entre 2012 e 2015, o escoamento de grãos aumentou de 2,6 para 4,2 milhões de toneladas, 55% do volume total escoado no trecho. O Terminal Integrador Porto Nacional tem capacidade para armazenar até 60 mil toneladas de grãos e movimentar 2,6 milhões de toneladas por ano. O Terminal de Palmeirante (TO) possui um armazém de 90 mil toneladas e pode expedir até 3,4 milhões por ano. O trecho em operação tem capacidade para transportar até 9 milhões de toneladas de grãos por ano,  mas sofre com a falta de vias de acesso aos trilhos.
De 2014 a 2017, foram escoados 11,7 milhões de toneladas de grãos entre Porto Nacional (TO) e o Porto de Itaqui (São Luís). De janeiro a outubro de 2017, foram escoados 5,5 milhões de toneladas de grãos, superando em mais de 30% o que foi registrado em todo ano de 2015.
Começou a funcionar em abril de 2017 um eixo que faz a travessia de caminhões com destino a Porto Nacional por balsas de Santana do Araguaia (PA) até Caseara (TO), por 4 quilômetros do Rio Araguaia. Assim, viagens que levavam 20 horas passaram a levar duas, elevando em 7% o volume recebido do Leste e Nordeste de Mato Grosso e do Sul do Pará. Entre janeiro e outubro de 2017, o Porto do Itaqui transportou 1,184 milhão toneladas de papel e celulose, produzidos pela unidade da Suzano Papel e Celulose em Imperatriz (MA), trazidos pela Ferrovia Norte Sul e Ferrovia Carajás.
Em 2018 a ferrovia transportou 6,3 milhões de toneladas de soja, milho e farelo de soja em direção ao Porto do Itaqui. Já em 2019, o volume foi de 7,9 milhões de toneladas de grãos, oriundos do leste e nordeste do Mato Grosso, sul do Pará e da nova fronteiro agrícola, o MATOPIBA (Maranhão, Tocantins, Piauí e Bahia). Aumento de 25% em relação ao ano anterior.
Em 2024, foram movimentados 13,4 milhões de toneladas na trecho norte da ferrovia, especialmente soja (7,8 milhões), milho (2,9 milhões), celulose (1,6 milhão), combustíveis (652 mil) e fertilizantes (269 mil).

### Porto Nacional (TO) - Anápolis (GO)
Desde a inauguração até a concessão, o trecho entre Porto Nacional e Anapólis promoveu sob gestão da Valec, o transporte de 18 locomotivas (fev/2015), 26 mil toneladas de farelo de soja (dez/2015), 13 mil toneladas de madeira triturada (dez/2016 a mar/2017), 8 mil ton. de minério de manganês (out/2017) e 62 barras de trilhos de 240 metros cada - aprox. 1000 ton. (dez/2017). A capacidade de transportar novas cargas neste trecho inaugurado em 2014, era limitado tanto pela falta de terminais, quanto pela incapacidade de fazer esta carga chegar a um porto, limitada pela capacidade na Estrada de Ferro Carajás que somente poderia absorver novos trens após a conclusão da duplicação em agosto de 2018.

### Ouro Verde de Goiás (GO) - Estrela d'Oeste (SP)
No primeiro semestre de 2021, a Rumo Logística iniciou a operação no trecho Centro-Sul da Ferrovia Norte-Sul, onde construiu dois terminais próprios. Em São Simão (GO) foi construído um terminal com capacidade estática de 42 mil toneladas e capacidade de movimentar por ano, 5,5 milhões de toneladas de soja, milho e farelo de soja, num investimentos de 711 milhões de reais. Em Rio Verde (GO), foi construído um grande Terminal Multimodal para soja e fertilizantes com capacidade de movimentar 11 milhões de toneladas por ano. Em 9 de junho de 2022, a Rumo Logística e a Usina Coruripe inauguraram um terminal para açúcar em Iturama (MG), com capacidade para movimentar 2 milhões de toneladas açúcar de exportação por ano. Também está previsto o Terminal Multimodal de Santa Helena de Goiás que esta sendo construído pela Infra S.A..
Todo o trecho entre Porto Nacional (TO) e Estrela d'Oeste (SP) passou a estar totalmente operacional em junho de 2023.
Em 2024, foram movimentados 7,4 milhões de toneladas na Malha Central da Rumo, especialmente soja (3,2 milhões), milho (1,3 milhão), açúcar (1,3 milhão), farelo de soja (885 mil) e fertilizantes (517 mil).